# Pavel Nikolajevič Ušakov
Pavel Nikolajevič Ušakov (rusko Сергей Николаевич Ушаков), ruski general, * 1776, † 1814.
Bil je eden izmed pomembnejših generalov, ki so se borili med Napoleonovo invazijo na Rusijo; posledično je bil njegov portret dodan v Vojaško galerijo Zimskega dvorca.

## Življenje
7. marca 1790 je vstopil v vojaško službo in 7. februarja 1799 je bil povišan v korneta. Naslednje leto je bil premeščen v Gardni konjeniški polk in 26. maja 1804 je postal polkovnika. 
Naslednje leto je sodeloval v bvitki narodov; proti Francozom se je bojeval še leta 1807. 10. maja 1812 je postal poveljnik Kurlandskega dragonskega polka, kateremu je poveljeval med veliko patriotsko vojno. Za zasluge v boju je bil 16. decembra 1812 povišan v generalmajorja. 
23. februarja 1814 je padel med bitko na čelu svojega polka.